# Ayenia noblickii
Ayenia noblickii är en malvaväxtart som beskrevs av C.L. Cristóbal. Ayenia noblickii ingår i släktet Ayenia och familjen malvaväxter. Inga underarter finns listade i Catalogue of Life.